# Villa La Vigna
Villa La Vigna, nota anche come villa Sanvitale, è un edificio in stile neoclassico situato in strada della Vigna in località Vigna a Noceto, in provincia di Parma.

## Storia

Stemma dei Sanvitale

La villa fu costruita nei primi anni del XVIII secolo per volere del conte Alessandro III Sanvitale, al centro di una vasta tenuta agricola di 505 biolche; all'interno dell'edificio fu realizzato anche un piccolo oratorio dedicato a sant'Eustachio, consacrato solennemente il 3 settembre del 1730 dall'arciprete di Noceto Francesco Bolsi.
Nella seconda metà del secolo i Sanvitale incaricarono l'architetto Ennemond Alexandre Petitot del progetto di ampliamento della struttura, cui furono aggiunte due ali laterali.
La struttura appartenne a lungo alla casata, ma fu successivamente alienata più volte, per essere infine acquisita intorno al 1980 dalla famiglia Adami, che la ristrutturò completamente.

## Descrizione
L'ampio parco si estende tra il rio Sanguinaro e via Bombodolo; la villa è raggiungibile attraverso un viale rettilineo in asse con l'ingresso.

### Villa

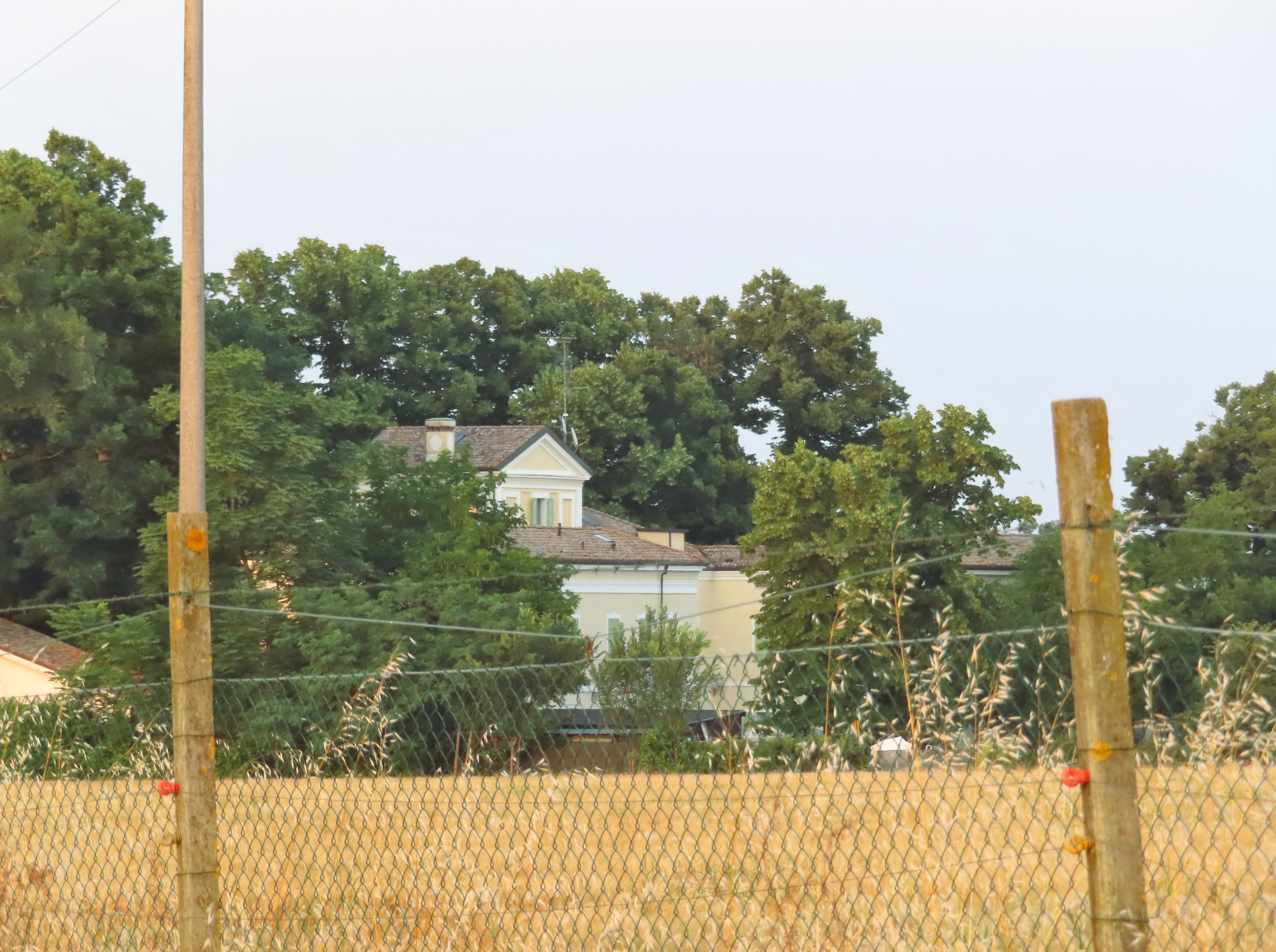
Retro

La villa è costituita da un corpo centrale sviluppato su una pianta a C, affiancato da due lunghe ali laterali speculari.
La simmetrica facciata dell'avancorpo principale, interamente intonacata, si eleva su due livelli fuori terra separati da una fascia marcapiano; al centro è collocato l'ampio portale d'ingresso, delimitato da una cornice e affiancato da quattro finestre per parte; al primo piano è posta nel mezzo una portafinestra incorniciata, sormontata da una lunetta contenente un altorilievo in terracotta, che si ripete anche nelle due aperture adiacenti; in sommità corre un cornicione modanato in aggetto; sopra a quest'ultimo, si eleva nel mezzo un'altana, caratterizzata dalla presenza di un'apertura centrale delimitata da una cornice, affiancata da due nicchie rettangolari e da due finestre cieche; a coronamento si staglia un ampio frontone triangolare, contenente un grande stemma.
La due ali laterali, anch'esse elevate su due livelli fuori terra, presentano da ogni parte una successione di otto finestre allineate, che, sommate a quelle del corpo centrale, portano a 25 il numero di aperture della facciata; sulla destra, in corrispondenza dell'oratorio di Sant'Eustachio, si erge dal tetto un piccolo campanile a vela, coronato da una croce e da una banderuola in ferro battuto, decorata con lo stemma dei Sanvitale.

#### Oratorio di Sant'Eustachio
Il piccolo oratorio a navata unica, collocato all'interno della villa, è accessibile sia dalla zona padronale sia direttamente dall'esterno, attraverso una porticina aperta sul retro dell'edificio.
All'interno l'aula è caratterizzata dalla presenza di un monumentale matroneo neoclassico, retto da tre colonne doriche; il presbiterio accoglie l'altare maggiore, sormontato dalla pala raffigurante Sant'Eustachio.
Il luogo di culto conserva un pregiato messale risalente al 1740, oltre ad antichi arredi e paramenti.

### Parco
La villa è preceduta da un lungo viale alberato, che si conclude in un'ampia cancellata; di fronte alla facciata si sviluppa un giardino ricco di alte alberature; sul retro si estende il parco, al cui interno si trova un lago, circondato sulle rive da numerose piante.